# Avenue Georges-Risler
L'avenue Georges-Risler est une voie du 16e arrondissement de Paris, en France.

## Situation et accès

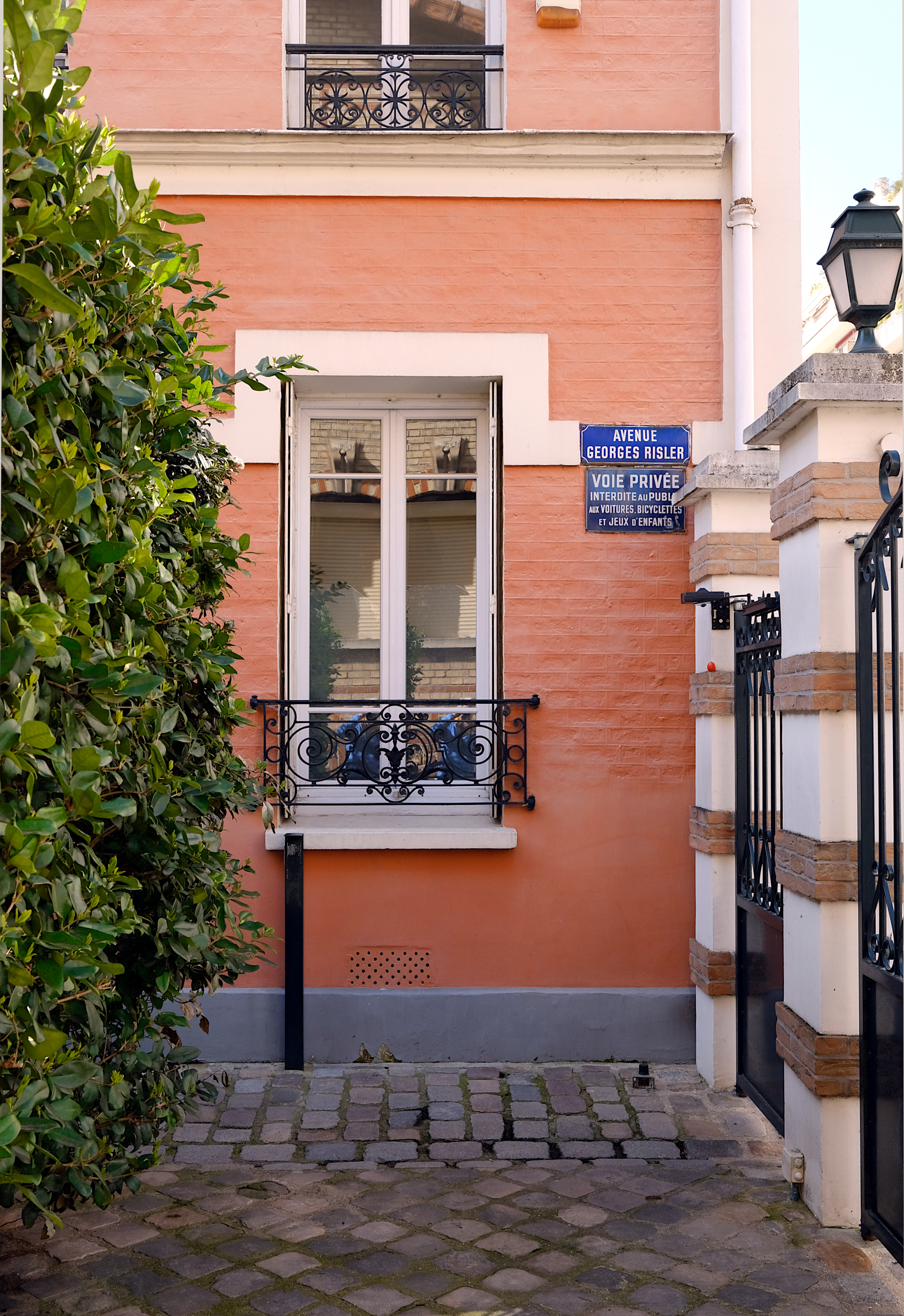
L'avenue, côté rue Claude-Lorrain.

L'avenue Georges-Risler est une voie privée, comprise dans la villa Mulhouse, située dans le 16e arrondissement de Paris. Elle débute au 19, rue Claude-Lorrain et se termine villa Cheysson. Elle est la plus petite avenue de Paris. C'est la voie d'accès principale à la villa Mulhouse, formant un T avec la villa Cheysson.
Elle est bordée par une petite église orthodoxe.
La villa Georges-Risler est desservie par la ligne 9 à la station Exelmans.

## Origine du nom

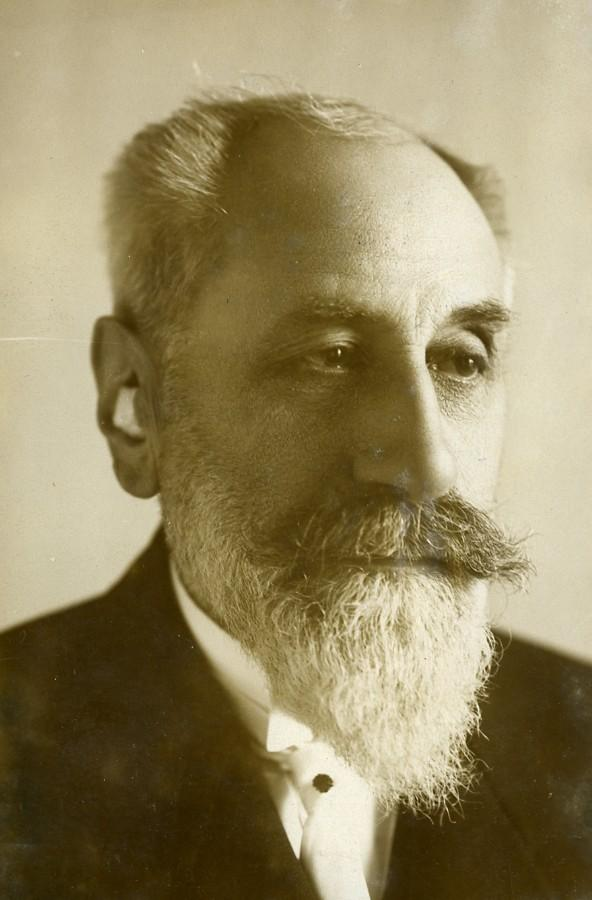
Georges Risler.

Elle porte le nom de l'industriel Georges Risler (1853-1941).

## Historique
Initialement appelée « avenue Jean-Dollfus », elle a pris son nom actuel en 1936.
Depuis le 12 janvier 1953, la villa fait partie de l'association Sauvegarde de la villa Mulhouse.

### Bâtiments remarquables et lieux de mémoire
- Villa Mulhouse
- Église orthodoxe de Tous-les-Saints-de-la-Terre-Russe (ru).

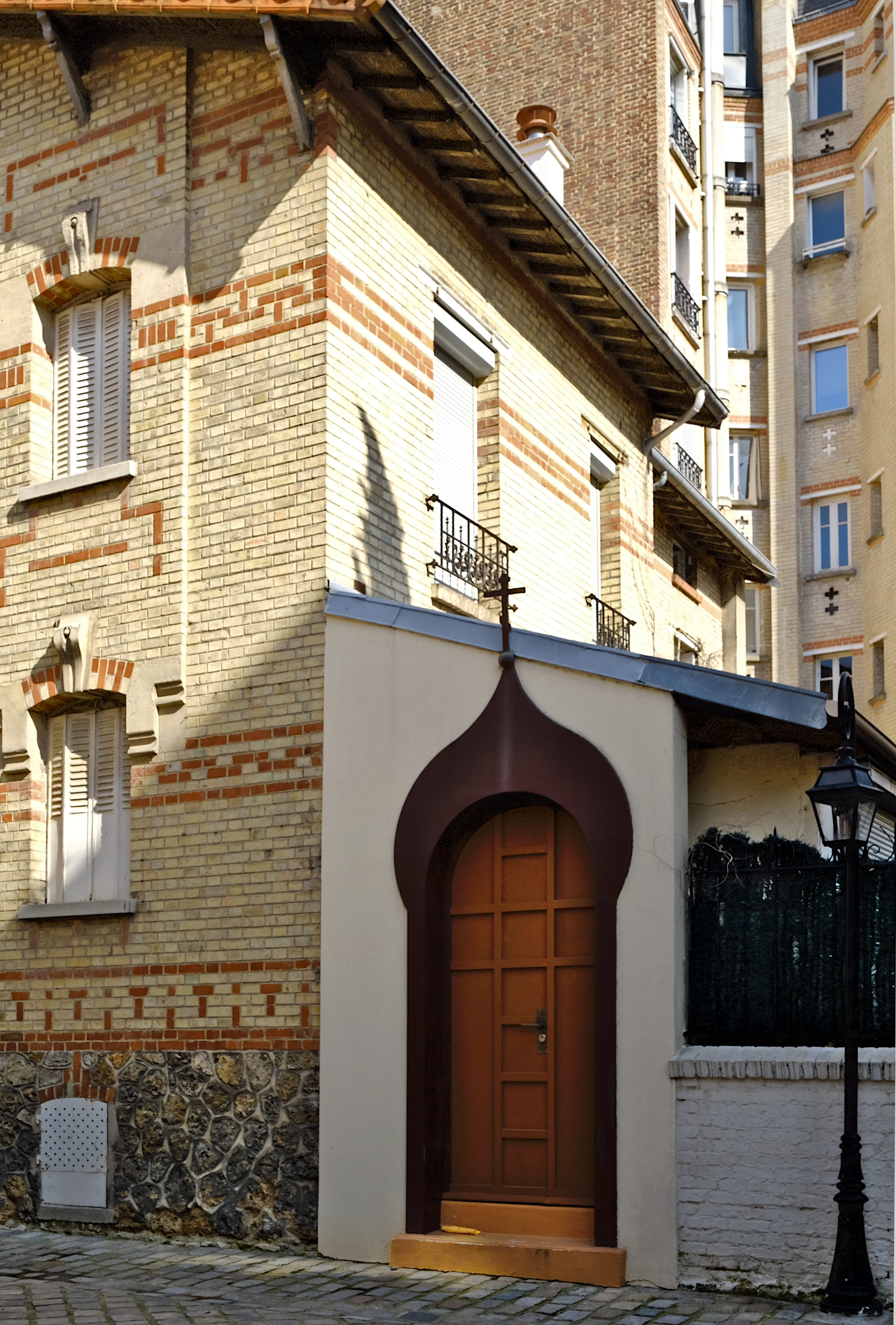
Entrée de l'église orthodoxe russe.
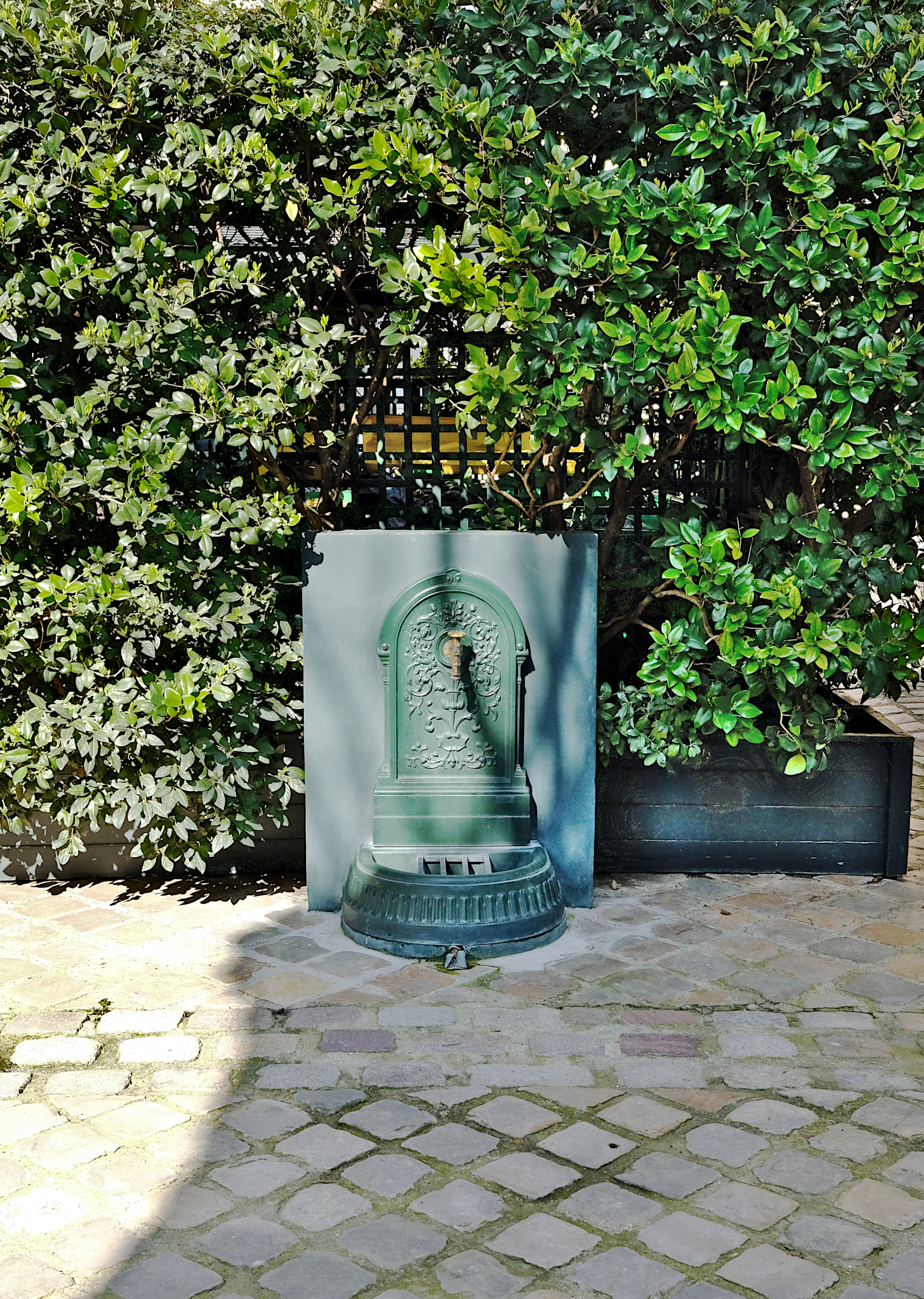
Fontaine.